# 無名弒2
《無名弒2》（英語：Nobody 2）是一部2025年美國動作驚悚片，2021年電影《無名弒》的續集，由提摩·塔堅德執導，德瑞克·柯斯達、亞倫·拉賓、巴布·奧登科克和烏梅爾·阿利姆共同編劇，主演陣容包括奧登科克、康妮·尼爾森、約翰·奧提茲、RZA、柯林·漢克斯、克里斯多福·洛伊德以及莎朗·史東。
《無名弒2》由環球影業排定2025年8月15日於美國上映。

## 大綱
在他意外剷除俄羅斯黑幫的四年後，哈奇依然欠這個犯罪組織三千萬美元，並正透過不間斷地獵殺各國惡棍來償還債務。
雖然他其實挺享受這種「工作」裡拳拳到肉的快感，但哈奇和妻子貝卡都已經筋疲力盡，兩人的感情也逐漸疏遠。因此，他們決定帶著孩子們來個短暫的家庭小旅行，目的地是「狂野比爾的壯麗樂園與水上樂園」——那是哈奇和他哥哥哈利小時候唯一去過的一個度假勝地。
他們還帶上了哈奇的老爸，一家人來到了這個名叫普拉默鎮的小觀光城市（當地口號是「普拉默鎮，就是夏日小天堂！」），準備來場陽光普照的快樂假期。
然而，一場與鎮上地痞的小摩擦，卻讓全家陷入了一場更大的風波——他們捲入了一位腐敗的主題樂園業者與他手下惡名昭彰的警長的陰謀之中。而哈奇最終必須面對的是一位他——甚至世上任何人——從未見過那麼瘋狂、嗜血的犯罪女王。

## 演員
- 巴布·奧登科克飾演哈奇·曼賽（Hutch Mansell）
- 康妮·尼爾森飾演貝卡·曼賽（Becca Mansell）
- 約翰·奧提茲（英语：John Ortiz）飾演懷特·馬丁（Wyatt Martin）
- RZA飾演哈利·曼賽（Harry Mansell）
- 柯林·漢克斯飾演亞伯（Abel）
- 克里斯多福·洛伊德飾演大衛·曼賽（David Mansell）
- 莎朗·史東飾演倫迪娜（Lendina）
- 科林·薩爾蒙飾演「理髮師」（The Barber）
- 蓋奇·曼羅（英语：Gage Munroe）飾演布雷迪·曼賽（Brady Mansell）
- 佩斯利·卡多拉斯（Paisley Cadorath）飾演薩米·曼賽（Sammy Mansell）
- 丹尼爾·柏哈茲飾演卡圖許（Kartoush）

## 製作
2021年3月，康妮·尼爾森表示有意在《無名弒》續集回歸演出，並表示想深入探討哈奇和貝卡的背景故事以及如何相遇。2021年6月，據報導德瑞克·柯斯達正在編寫續集的劇本，儘管尚未獲片商正式亮起綠燈製作。2022年3月，87North製片公司在社群媒體上宣布，製作公司期待製作《無名弒2》，但當時尚未宣布正式的製作日期。2021年8月，大衛·雷奇確認劇本正在撰寫中，同時表示片商已承諾推出續集。
2022年12月，製片人凱莉·麥考密克（Kelly McCormick）正式宣布將製作續集，主要拍攝計畫於2023年開始進行。2024年1月，康妮·尼爾森確認續集的開發工作正在進行中，同時確認她將回歸演出。2024年3月，雷奇確認製作將於2024年底開始進行。2024年6月，據報導印尼導演提摩·塔堅德已獲聘執導影片，這也是他第一部英語電影，劇本則由柯斯達、亞倫·拉賓（Aaron Rabin）、巴布·奧登科克和烏梅爾·阿利姆（Umair Aleem）共同編寫。2024年7月，莎朗·史東參與演出，而克里斯多福·洛伊德確認回歸演出。2024年8月，柯林·漢克斯參與演出。2024年9月，約翰·奧提茲參與演出，而塔堅德在他的社群媒體推文確認RZA回歸演出。

### 拍攝
該片於2024年8月6日在溫尼辟展開主要攝影，並於同年9月26日殺青。

## 發行
《無名弒2》由環球影業排定2025年8月15日於美國上映。

## 外部連結
- 互联网电影数据库（IMDb）上《無名弒2》的资料（英文）